# Томас Наттолл
Томас Наттолл (англ. Thomas Nuttall, 1786–1859) — англійський ботанік і зоолог, який жив і працював в Америці з 1808 по 1841 рік.

## Життя
Наттолл кілька років працював друкарем в Англії, перш ніж емігрувати до Північної Америки, США. У Філадельфії він познайомився з Бенджаміном Смітом Бартоном, який заохочував його вивчати ботаніку і стати колекціонером рослин. У 1823 році Наттолла було обрано до Американської академії мистецтв і наук. Після довгих подорожей по Північній Америці Наттолл працював з 1836 по 1841 рік в Академії природних наук у Філадельфії.

## Вибрані праці
- The genera of North American plants, 1818
- New genera and species of plants, 1840
- The North American sylva, 1842–1849.

## Вшанування
На честь Наттолла названі різні таксони: Pica nuttalli, Sylvilagus nuttallii, Elodea nuttallii, Cornus nuttallii, Nuttallanthus